# 알렉산드리아 (글꼴)
알렉산드리아(Alexandria)는 행크 질레트(Hank Gillete)가 디자인한 세리프 글꼴이며 네오-그로테스크로 분류된다.
매킨토시의  글꼴 중 하나인 아테네는 레베카 베텐코트(Rebecca Bettencourt)에 의해 알렉산드리아와 비슷하게 디자인되었고, 수전 케어가 비트맵으로 패턴화하였는데, 트루타입판은 공식적으로 만들어지지 않았다.